# Radio Północ
Radio Północ – lokalna stacja radiowa z Koszalina działająca w latach 1993–2011. Program nadawany był na podstawie osobnych koncesji w Koszalinie i Goleniowie. Była to pierwsza komercyjna rozgłośnia radiowa w Koszalinie.

## Historia
Radio Północ rozpoczęło nadawanie w Koszalinie 14 lutego 1993 roku, w dniu zakochanych. Jego prezesem był Leszek Malinowski. Stacja nadawała informacje z kraju, świata i regionu, prezentując zróżnicowaną muzykę i audycje autorskie.
W 1995 roku radio otrzymało koncesję na emisję w Koszalinie na częstotliwościach 69,23 MHz i 95,9 MHz.
Około 2000 roku wyłączono nadajnik 69,23 MHz.
1 września 2003 roku Radio Północ uruchomiło nadajnik w Goleniowie, pracujący na częstotliwości 93,2 MHz. Wcześniej częstotliwość ta należała do Radia Goleniów. Radio Północ wielokrotnie podejmowało nieudane próby przeniesienia goleniowskiego nadajnika do Szczecina.
Pod koniec stycznia 2008 roku 100% udziałów w spółce będącej właścicielem rozgłośni (Radio PÓŁNOC Sp. z o.o.) zakupił koncern ZPR (obsługę rynku radiowego w ramach Grupy ZPR realizuje spółka TIME, która kontroluje sieć rozgłośni ESKA) planując włączenie Radia Północ Koszalin do sieci Radia Eska i zmianę nazwy rozgłośni na Radio Eska Koszalin.
22 marca 2008 nadano pożegnalną audycję koszalińskiego Radia Północ. Ostatnim odtworzonym utworem był przebój grupy Queen – „We Are the Champions”. Z anteny radia, zarówno koszalińskiej i goleniowskiej, zniknęli prezenterzy – emitowano jedynie muzykę, dżingle, reklamy i wiadomości. Po kilku tygodniach, DJ-ów Radia Północ można było usłyszeć w nowo powstałym internetowym Radiu Seven. 
W nocy z 18 na 19 lipca 2008, o godzinie 00:57, w Koszalinie na częstotliwości 95,9 MHz zabrzmiał pierwszy dżingiel Radia Eska. Radio Eska Koszalin została pierwszą rozgłośnią Radia Eska na środkowym wybrzeżu Morza Bałtyckiego.
Goleniowskie Radio Północ natomiast, od 19 lipca 2008 do grudnia 2009 roku nadawało playlistę radia Eska i dżingle Radia Północ, a także serwisy informacyjne z Radia Eska Szczecin.
Właściciel Radia Północ, ZPR SA, planował przekształcić goleniowską rozgłośnię w kolejną stację sieci WAWA. W czerwcu 2009 KRRiTV nie wyraziła zgody na zmianę nazwy rozgłośni na Radio WAWA oraz na przeniesienie nadajnika z Goleniowa do Szczecina. Decyzję uzasadniono wynikiem monitoringu programu, który po raz kolejny wykazał, że nadawca nie realizował koncesji. Wobec tego właściciel nie wystąpił o przedłużenie koncesji na nadawanie.
Od grudnia 2009 stacja prezentowała tylko polską muzykę, będąc odpowiednikiem Radia WAWA. Nadawano również serwisy informacyjne z Goleniowa.
W dniu wygaśnięcia koncesji, 19 stycznia 2011 o godzinie 16:00 Radio Północ z Goleniowa oficjalnie zakończyło emisję programu, a nadajnik został rozebrany.

## Radiowy serwis informacyjny
Do stycznia 2008 roku Radio Północ produkowało „Radiowy Serwis Informacyjny” sprzedawany innym stacjom radiowym – lokalnym, jak również internetowym. W związku ze zmianą właściciela Radia Północ produkcję programu przejęła odrębna spółka. W maju 2010 zakończono produkcję Radiowego Serwisu Informacyjnego.